# Muzeum historie
Muzeum historie (švédsky Historiska museet) či Státní muzeum historie (švédsky Statens historiska museum) je muzeum historie a archeologie nacházející se ve Stockholmu. Jeho sbírky zahrnují archeologické a historické artefakty od mezolitu po současnost. Muzeum bylo založeno roku 1866 a je spravováno vládní agenturou s cílem uchovávat předměty historické hodnoty významné pro švédské dějiny a zpřístupňovat veřejnosti znalosti o historii. Základem muzejních sbírek jsou sbírky švédských panovníků shromažďovaných od 16. století.

## Historie

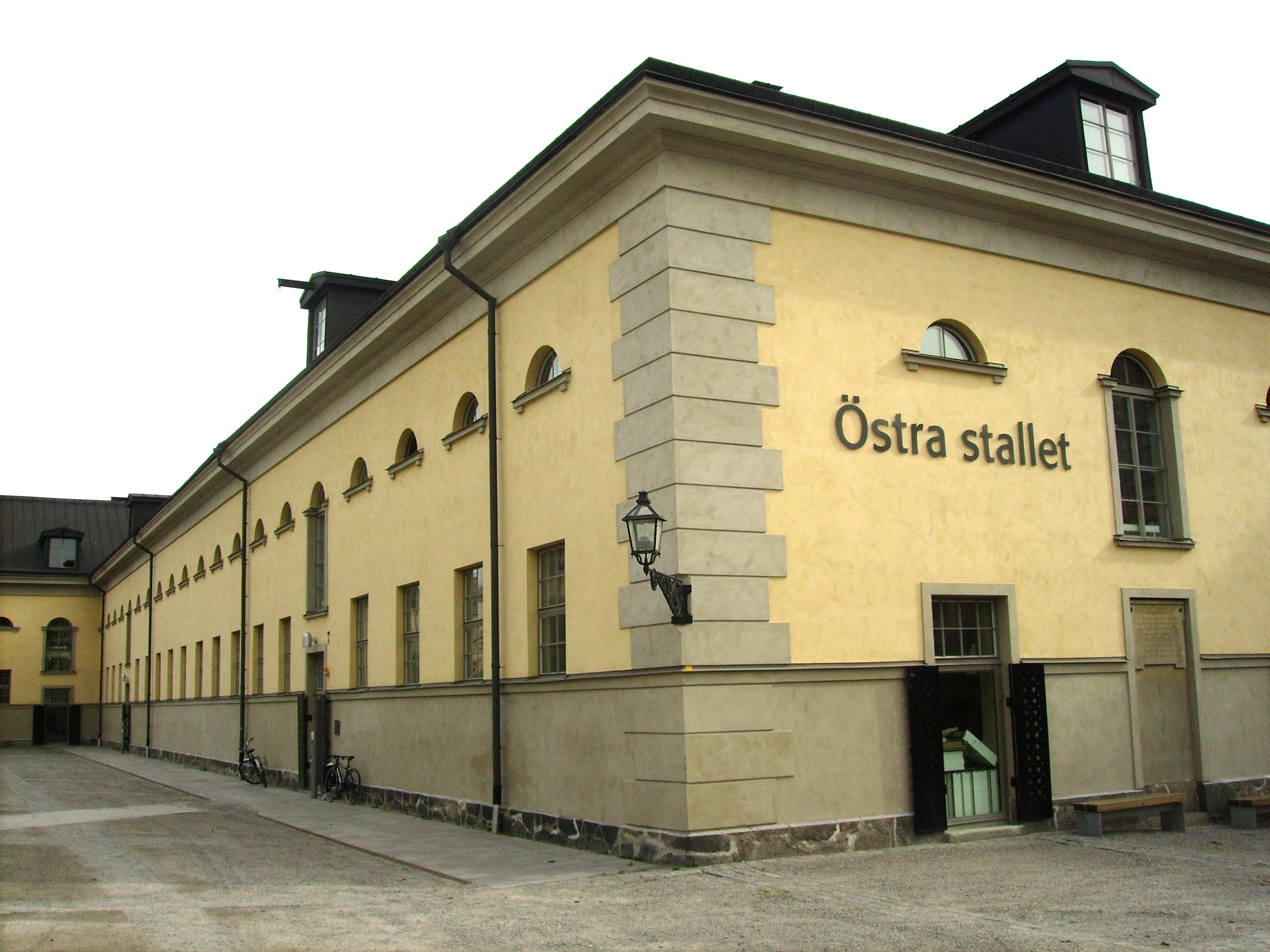
Východní stáje

Základem sbírek Muzea historie a Národního muzea se stala sbírka umění krále Gustava I. Vasy z 16. století, která se původně nacházela na zámku Gripsholm. Sbírka se v dobách Švédské říše rozrůstala díky darům i válečné kořisti. Část sbírek byla zničena během požáru na zámku Tre Kronor. V 2. polovině 18. století nakupovali velvyslanci i členové královské rodiny umělecké předměty a starožitnosti, které byly shromažďovány ve Stockholmském paláci. Po smrti krále Gustava III. v roce 1792 byly sbírky předány do rukou švédské vlády. Ve stejném roce bylo v paláci otevřeno Královské muzeum. Stalo se tak jedním z nejstarších muzeí otevřených veřejnosti na světě. V letech 1846 až 1847 se muzeum přestěhovalo do Ridderstolpe House, kde sídlilo až do roku 1865 a část původních palácových sbírek byla v té době přesunuta do Národního muzea.
Současné muzeum založil roku 1866 Bror Emil Hildebrand, který působil jako ředitel již od doby, kdy původní muzeum sídlilo ve Stockholmském paláci. Muzejní sbírky byly vystaveny v přízemí v nedávné době dostavěného Národního muzea. Prostory však brzy pro obě muzea nestačily. Když se roku 1876 vypracovávaly plány na stavbu nové budovy Severského muzea, bylo navrženo, aby se do nově plánované budovy přestěhovaly i sbírky Muzea historie. Diskuze ohledně umístění muzea probíhaly další desetiletí až do nástupu Sigurda Curmana na místo Kustoda starověkých památek a ředitele Švédské rady pro národní dědictví dne 3. července 1923. Curman posunul tuto otázku ke konkrétnějšímu a trvalejšímu řešení. Nová dostatečně velká budova měla vnést pořádek do sbírek, které byly obecně označovány za chaos.
V roce 1929 švédská vláda navrhla, aby se novým sídlem muzea staly bývalé vojenské kasárny a stáje ve Storgatanu. V roce 1930 proběhla architektonická soutěž na úpravu objektu, aby odpovídal požadavkům muzea. Nebyl vyhlášen žádný vítěz, ale výchozím bodem pro přestavbu se staly prvky z návrhu, který se umístil na druhém místě, jehož autory byli architekti Bengt Romare a George Scherman s inženýrem Göstou Nilssonem. Finální návrh byl vytvořen spoluprací s Curmanem, Radou státního majetku a Radou národního dědictví.

## Architektura
V roce 1932 švédská vláda poskytovala finanční prostředky na výstavbu úředních budov s cílem vytvořit pracovní místa během velké hospodářské krize. Některé z těchto dotací byly použity i na výstavbu muzea, která probíhala v letech 1934 až 1939. Konečné plány muzea byly dokončeny až v roce 1936.

### Exteriér
Hlavní budova muzea, která byla navržena Romarem a Schermanem v letech 1935 až 1940, odráží rozpolcenost mezi převládajícím moderním stylem a historickým prvkem, který byl dán nejen požadavky na podobu budovy, ale také kasárenskými baráky a stájemi z 19. století, jejichž autorem byl Fredrik Bloom a které byly postaveny v letech 1805 až 1818. Kasárna jsou postavena v neoklasicistním slohu.
Muzeum se skládá ze čtyř dvou až třípatrových budov, které tvoří vnitřní nádvoří. Tato dispozice dodává stavbě vzhled pevnosti. Fasáda budov je strohá a zdobená sochami jejichž autorem je Bror Marklund. Tyto sochy sem byly umístěny v roce 1959. Dále jsou zde reliéfy od Roberta Nilssona. Na nádvoří u bazénku je socha nazývaná Näcken, jejímž autorem je Carl Frisendahl.

#### Vstupní dveře

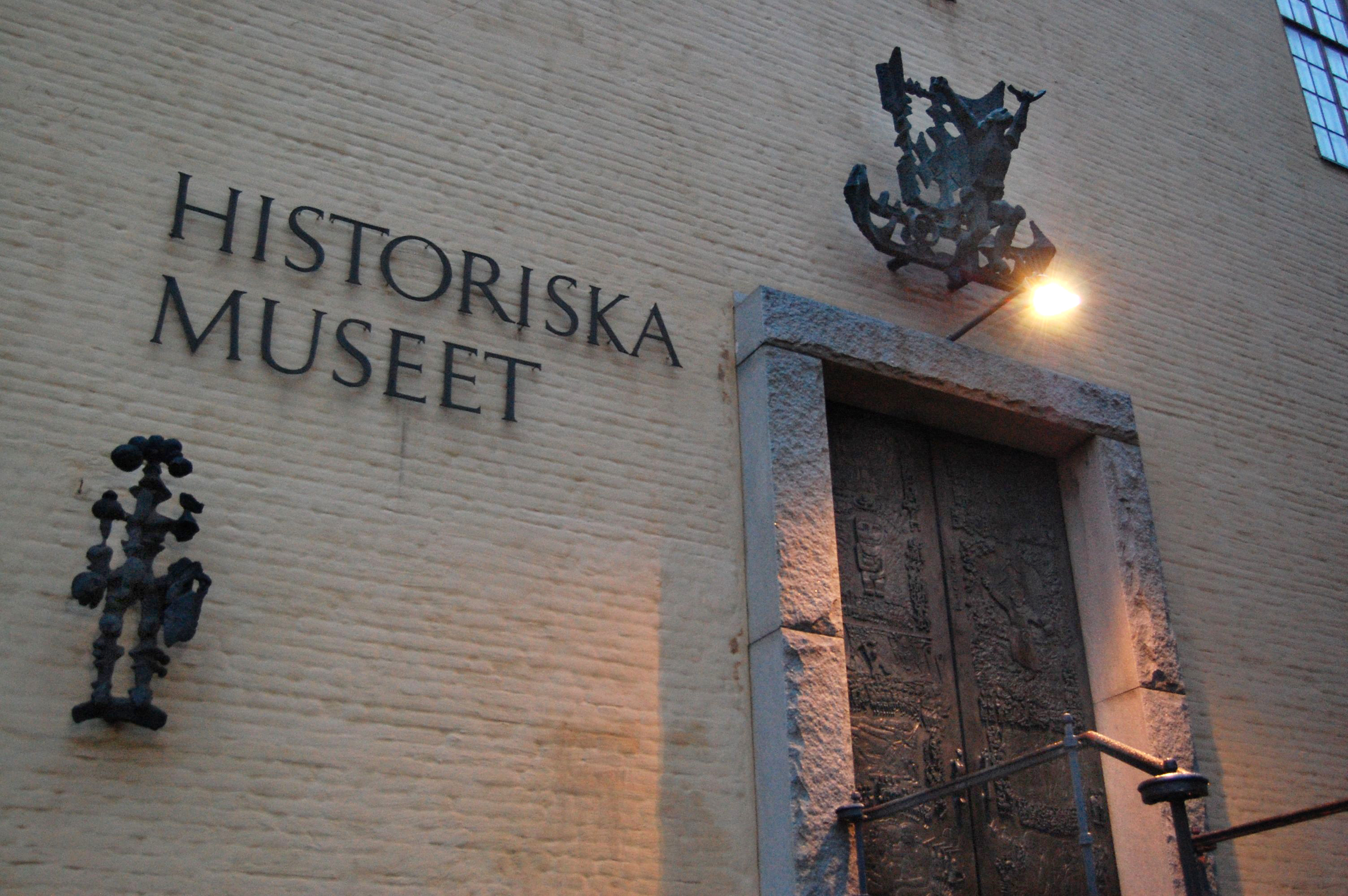
Vstupní dveře Brána do historie od Brora Marklunda

Většina ozdobných prvků byla vybrána pomocí série veřejných soutěží. V roce 1938 vyhrál soutěž o vzhled hlavního vstupu do muzea Bror Marklund. Dveře dostaly název Brána do historie (švédsky: Historiens Portar) a jejich výroba trvala třináct let. Byly dokončeny roku 1952 a ve stejném roce i slavnostně představeny veřejnosti. Jejich výroba byla financována nadací filantropky Evy Bonnierové. Dveře jsou vysoké 4,5 m a váží přibližně dvě tuny. Jsou vyrobeny z bronzu a nejprve byly odlity ve slévárně Hermana Bergmana a poté upraveny Marklundem.
Dveře jsou rozděleny do deseti polí v nichž jsou zobrazeny důležité švédské historické milníky od doby bronzové do středověku. Na levé části dveří je výjev z pohanského období s ústředním motivem boha Ódina. Na pravé části jsou výjevy Ansgara a z křesťanské éry.

### Interiér
Interiér muzea je prostorný a nachází se zde prostory určené pro stálé expozice i speciální výstavy. Trvalá expozice je uspořádána v chronologickém pořadí v místnostech umístěných ke vnitřnímu nádvoří. Sály jsou neustále upravovány použitím nových technologií i podle požadavků jednotlivých výstav. V roce 1994 byla renovována vstupní hala, kdy získala vzhled středověkého rytířského sálu. Byla zde položena kamenná podlaha a odkryté trámy ve stropě byly vyrobeny z betonu.

#### Zlatá místnost
Do podloží pod centrálním nádvořím o rozloze 700 m² byla zasazena betonová klenba známá jako Zlatá místnost, do které bylo umístěno velké množství zlatých a stříbrných artefaktů. Byla postavena v roce 1994 a financována díky příspěvku Nadace Knuta a Alice Wallenbergových. Autorem návrhu je architekt Leif Blomberg. Připomíná mystické kultovní místo s Mímiho studnou uprostřed výstavní síně. Podlaha a sloupy v místnosti jsou vyrobeny z vápence a diabasu a výzdoba je ze svářkové oceli. Přístup do místnosti je podzemní chodbou ze vstupní haly.
V místnosti je umístěno přibližně 3 000 předmětů na jejichž výrobu bylo potřeba asi 52 kg zlata a více než 200 kg stříbra. Pouze díky zvýšenému zabezpečení objektu mohly být tyto předměty zpřístupněny veřejnosti.

## Sbírky

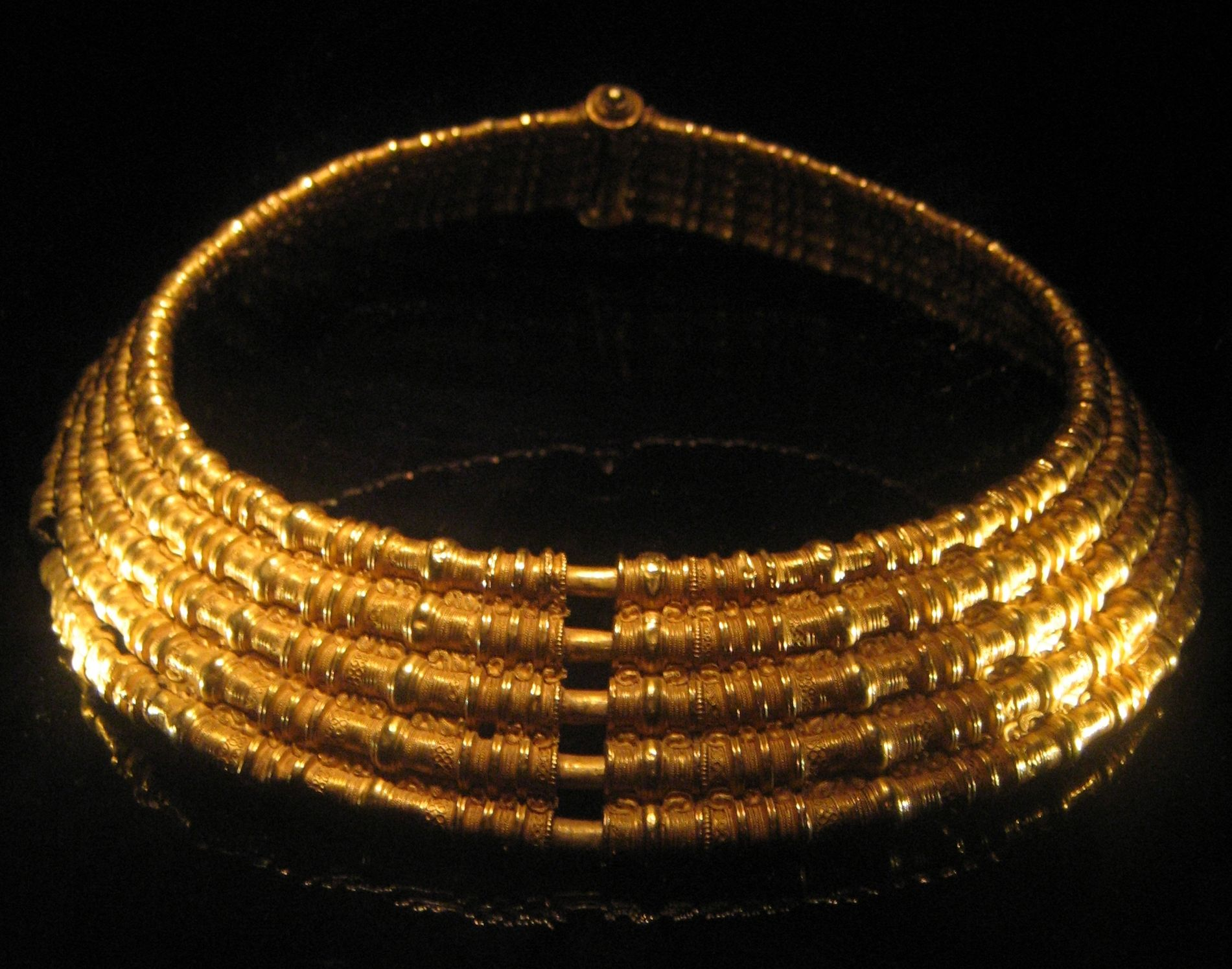
Zlatý náhrdelník z Färjestadenu umístěný v expozici ve Zlaté místnosti

Když Curman původně navrhoval, jak mají být sbírky vystaveny, inspiroval se expozicemi jiných muzeí, průmyslovými veletrhy i výkladními skříněmi. Záměrem bylo nalákat do muzea návštěvníky a vzdělávat je, což se však nesetkalo s pochopením vědců, kteří muzeum považovali především za vědeckou instituci. Muzeum je jedním z největší ve Švédsku a jeho sbírky čítají na 10 milionů artefaktů, které jsou registrovány pod přibližně 34 000 inventárními čísly. Trvale je vystaveno přes 6 000 předmětů. V roce 2011 byly zpřístupněny informace o sbírkových předmětech v online databázi. Tato databáze je dále rozšiřována a aktualizována.
Vikingská sbírka zahrnuje předměty z období let 800 až 1050, včetně zbraní, truhly z Mästermyru, archeologických nálezů z vikingského obchodního centra v Birce, náboženských předmětů, stejně jako předmětů pocházejících z ciziny, které Vikingové získaly během obchodních cest a nájezdů.
Ve zlaté místnosti jsou nejvýznamnějšími předměty zlaté řetězy datované do období let 350 až 500 vyrobené ze zlata z roztavených římských mincí. V místnosti jsou i stříbrné vikingské šperky, středověké relikviáře, mince, ceremoniální meče a válečná kořist. Mnoho těchto předmětů muzeum získalo díky stále platnému zákonu ze 17. století, podle kterého mají být všechny předměty z drahých kovů starší sto let bez jasného vlastníka vykoupeny vládou a poslány do Muzea historie.
Sbírka švédského církevního umění je rozsáhlá a původ jejich nejstarších exponátů spadá do 12. století. Sbírka obsahuje dřevěné sochy, oltářní obrazy či krucifixy. Patří mezi ně i relikviář svaté Alžběty a viklauská madona, která je jednou z nejzachovalejších dřevěných soch z 12. století.
V Komoře textilií jsou uloženy textilní středověká díla. Většinou se jedná o textilie používané v kostelích nebo kněžími. Nejstarším předmětem sbírky je tapiserie ze 13. století z kostela ve Skogu známá jako Skogská tapiserie.

## Fotogalerie

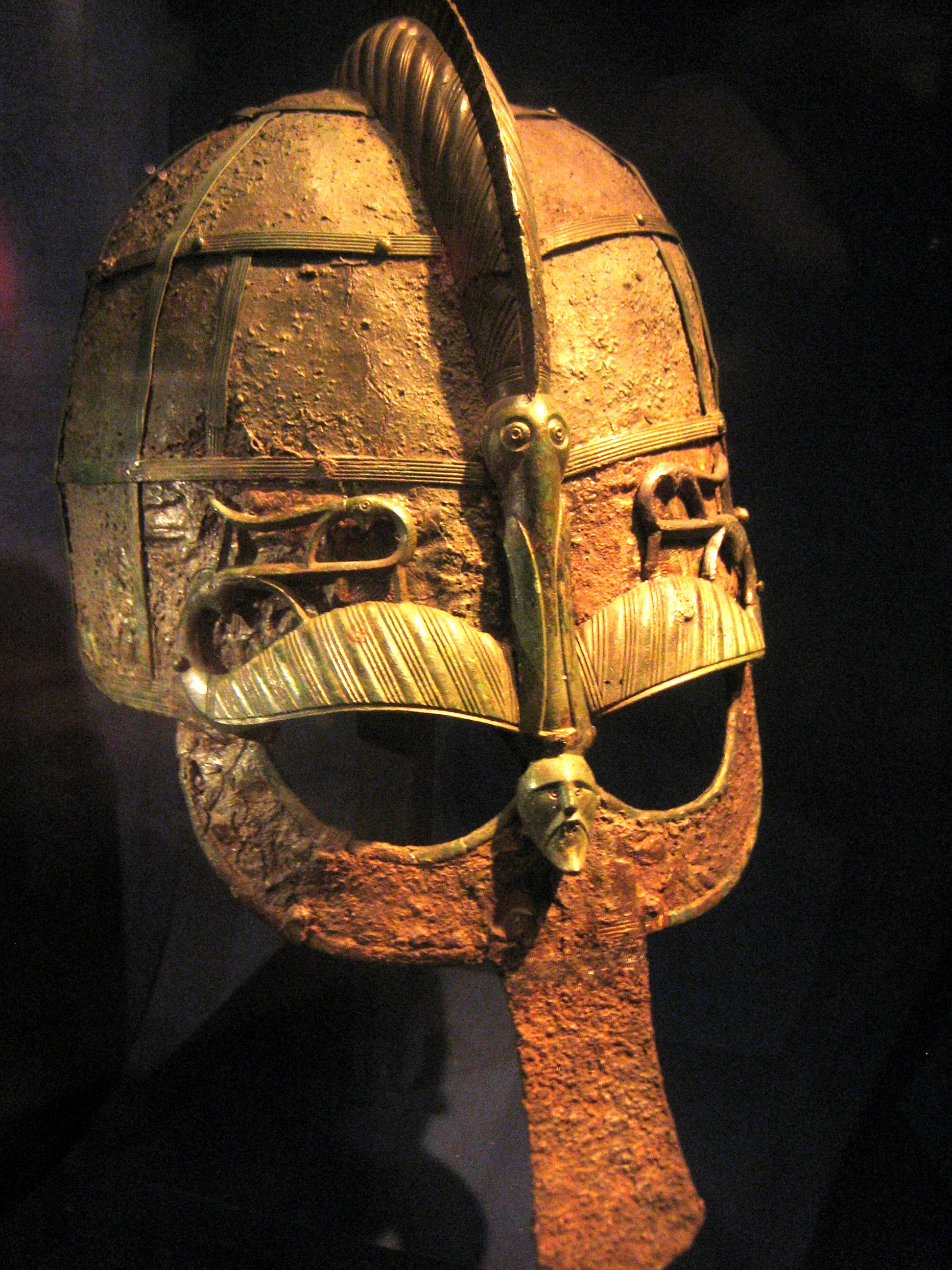
Železná přilba z hrobu, 7. století
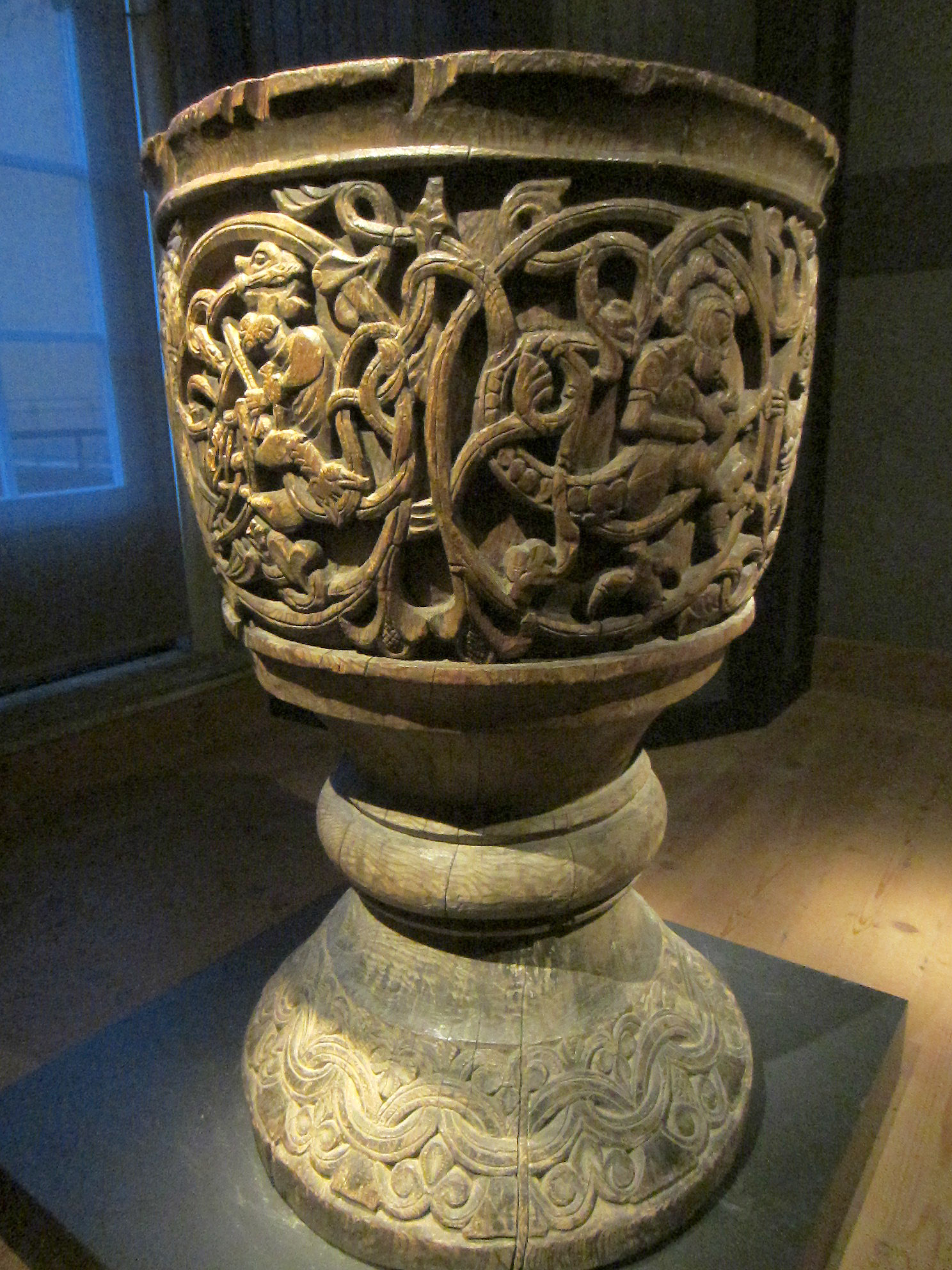
Středověká křtitelnice
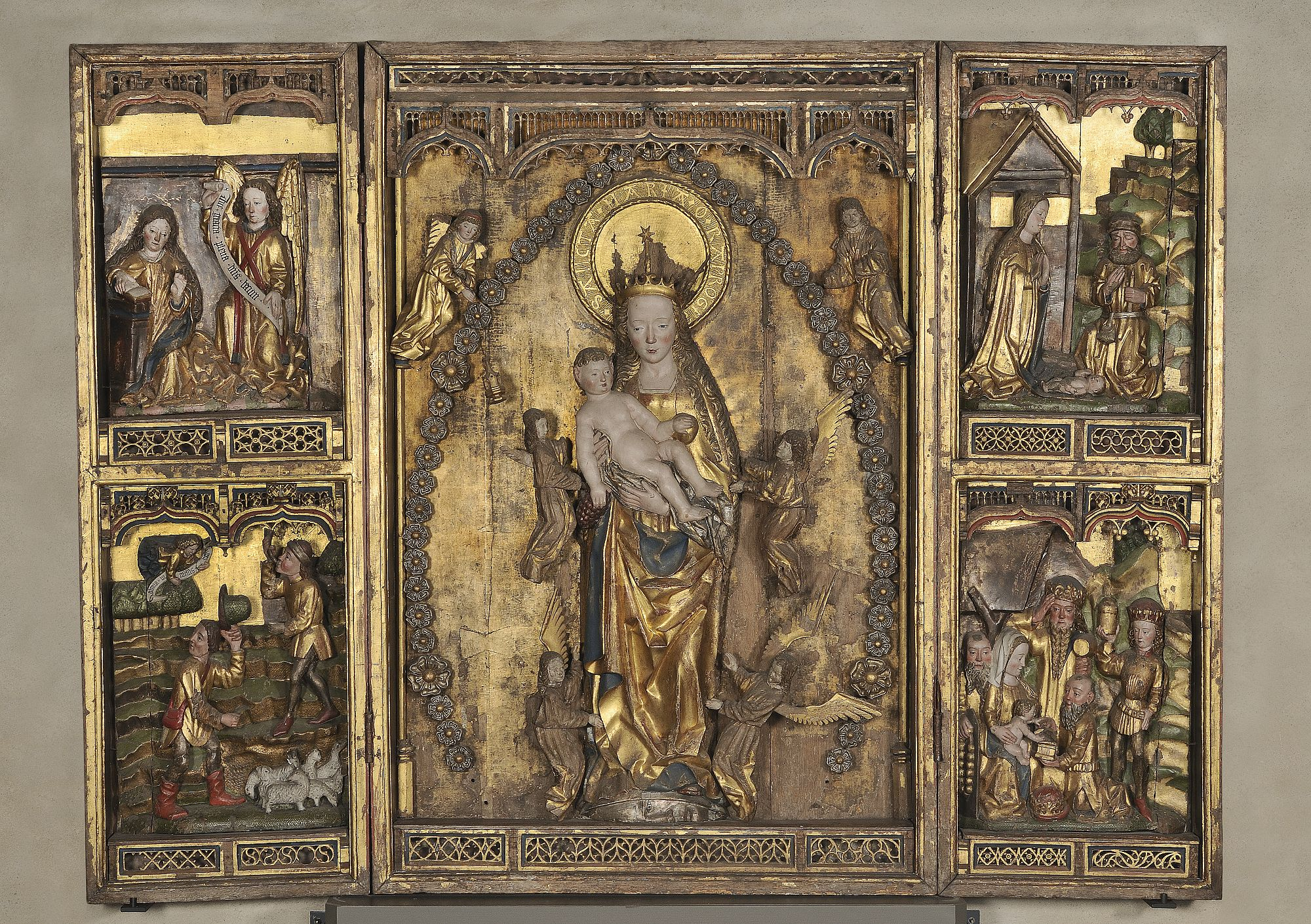
Oltář z 15. století
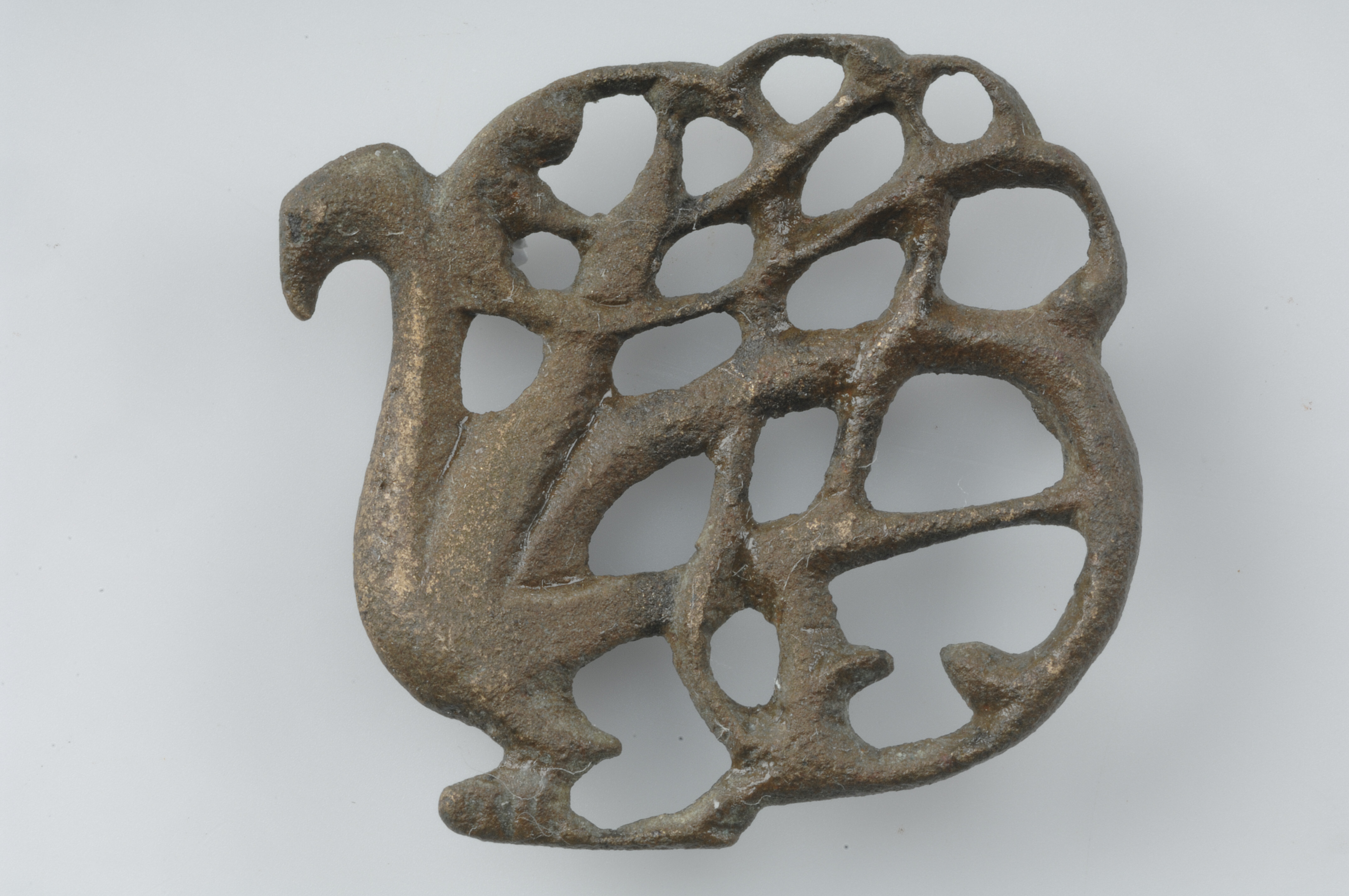
Bronzová brož
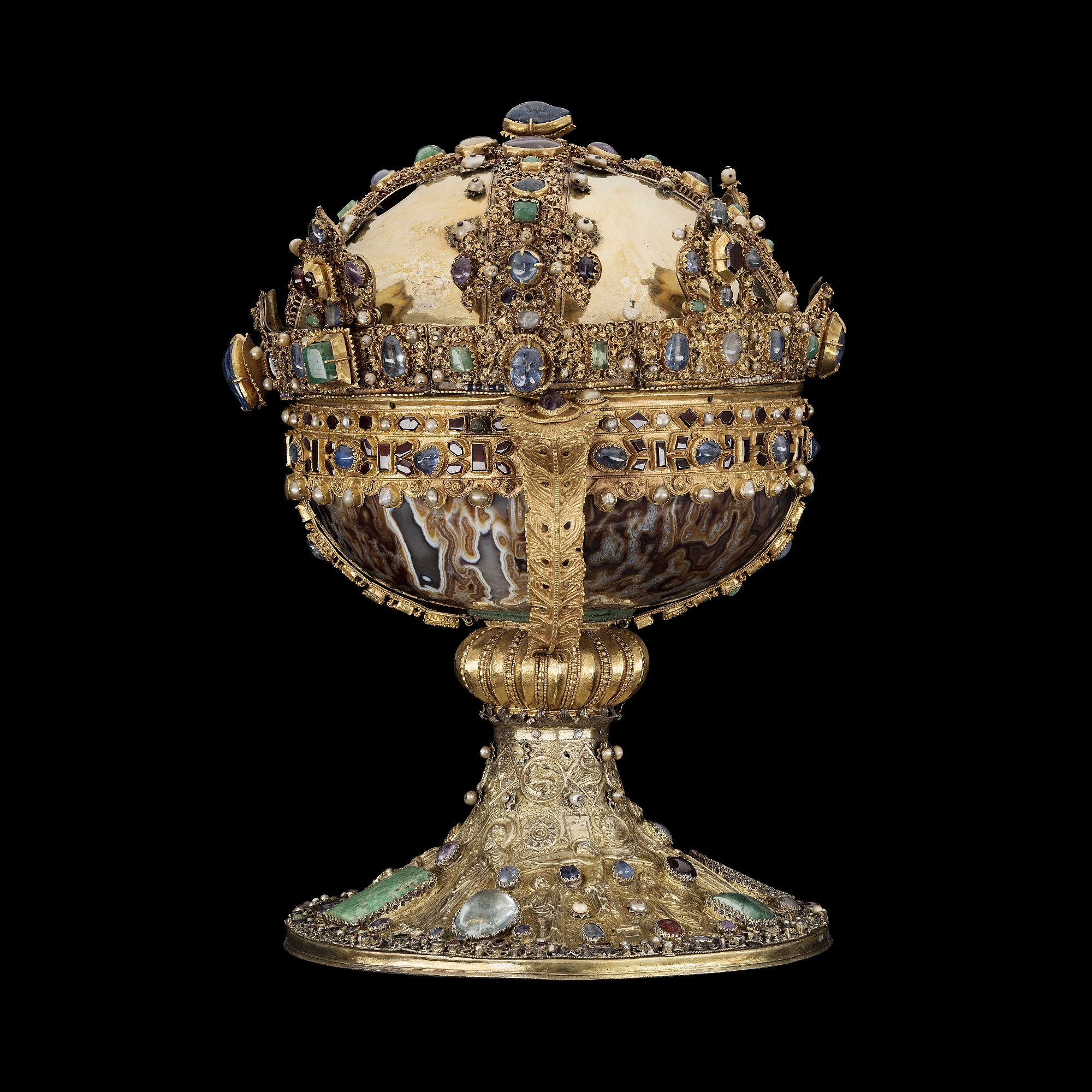
Relikviář svaté Alžběty